# Die gute Seite
Die gute Seite ist das zweite Studioalbum der deutschen Indie-Rockband Sportfreunde Stiller.
Es wurde erneut in Spanien aufgenommen und von Uwe Hoffmann produziert. Mit der Vorabsingle Ein Kompliment konnten die Sportfreunde Stiller einen ersten Charterfolg verbuchen.

## Titelliste
1. Wie lange sollen wir noch warten
2. Komm schon
3. Ein Kompliment
4. Sportbeat
5. Auf der guten Seite
6. Independent
7. International
8. 7 Tage, 7 Nächte
9. Tage wie dieser
10. Der Fortschritt
11. 10:1
12. Hurra, wir fliegen

## Sonstiges
- Es wurden insgesamt drei Singles ausgekoppelt: Ein Kompliment (VÖ: 4. März 2002), Komm schon (VÖ: 27. Mai 2002) und Tage wie dieser (VÖ: 16. September 2002).
- Es gab auch eine limitierte Auflage des Albums als Digipack, darauf ist der Bonussong Chiffre enthalten.
- Das Lied Ein Kompliment wurde 2011 von Scala & Kolacny Brothers und 2013 von Heino und Callejon gecovert und veröffentlicht.
- Das Lied Independent ist Teil des Soundtracks zum Videospiel FIFA Football 2003.